# Kote (Samen)

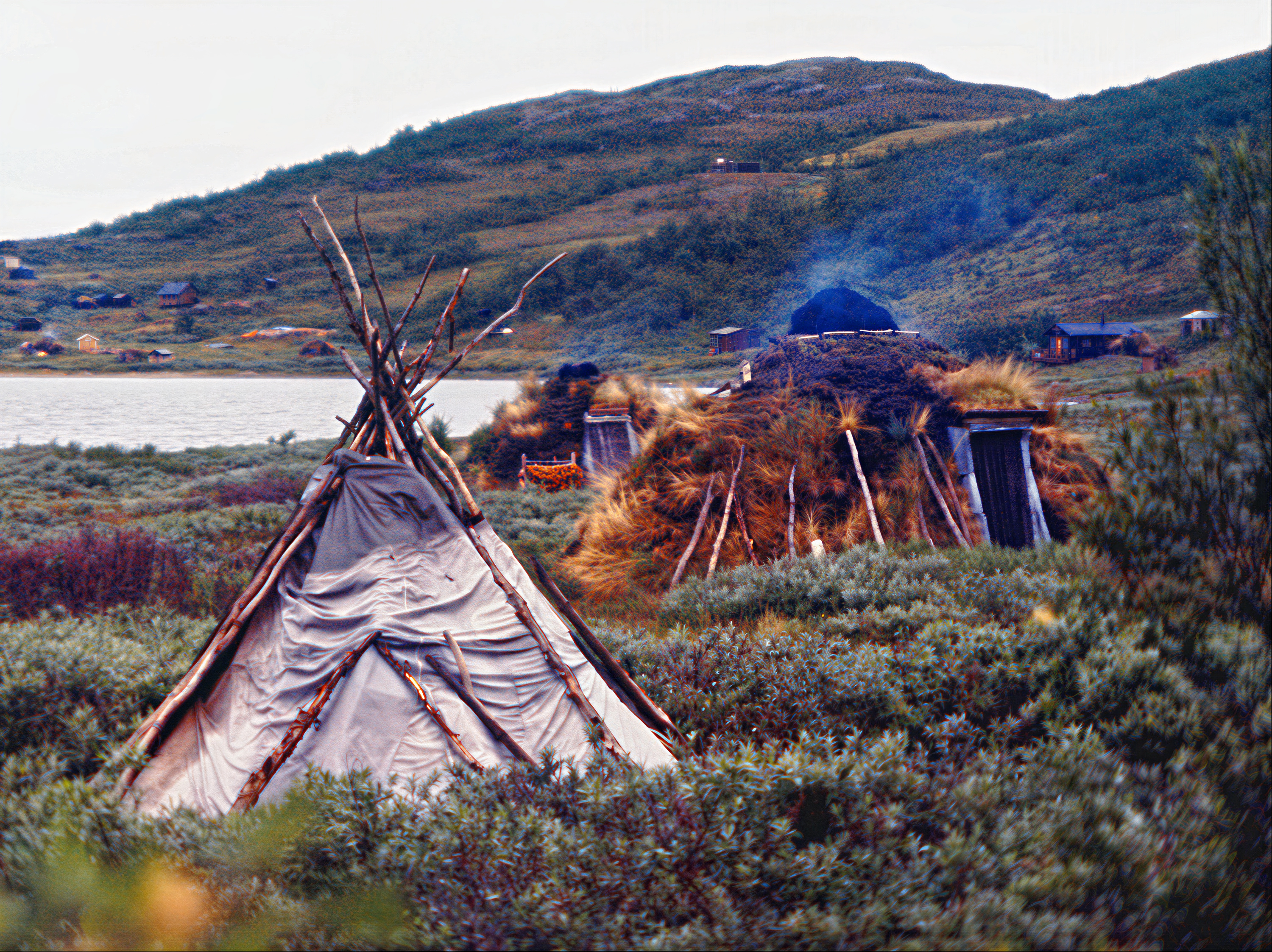
Zeltkote vor Torfkoten in Staloluokta im Padjelanta-Nationalpark, 1984

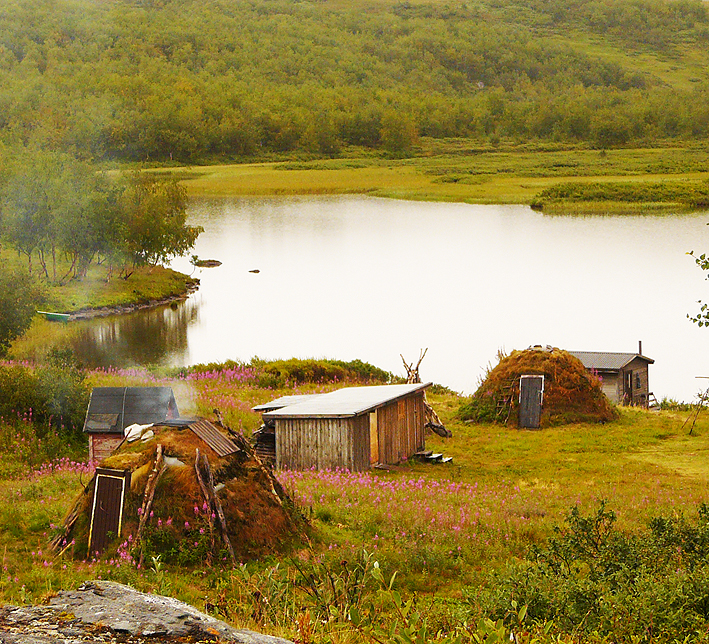
Torfkoten in Staloluokta 2011

Kote ist im deutschen Sprachraum eine Sammelbezeichnung für alle traditionellen Behausungen der Samen Nordeuropas – sowohl für die stationäre Hütte (Torfkote, Goahtie, Gåetie, Gamme u. a.) als auch für das mobile Zelt (Zeltkote, Lavvu u. a.).

## Etymologie

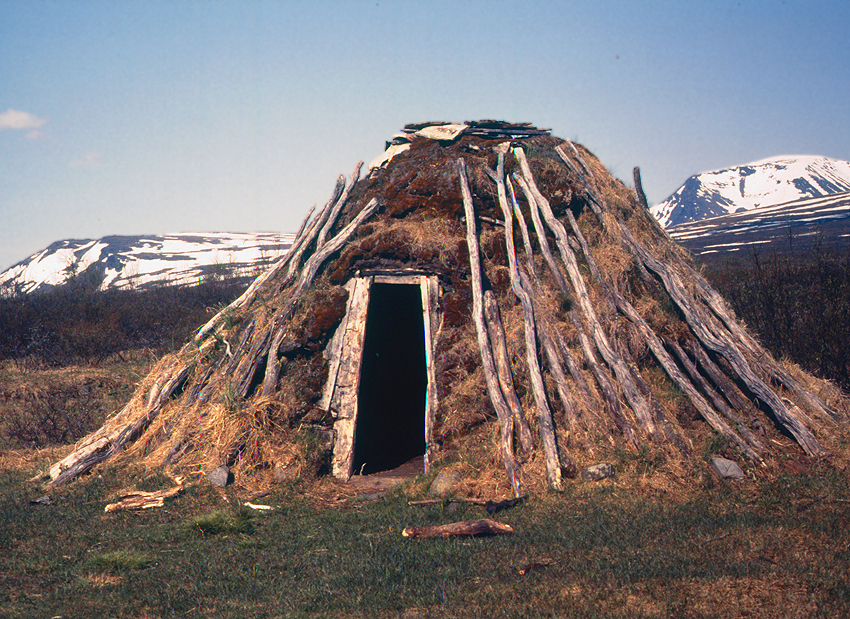
Torfkote in der Samensiedlung Pårek im Nationalpark Sarek

Deutsch Kote leitet sich (als Bezeichnung für samische Behausungen) vom gleichbedeutenden schwedischen Wort kåta (gesprochen: [ko:ta] mit langem o) ab, das wiederum vom lulesamischen Nominativ kåhte stammt. Die Entsprechungen in anderen samischen (Schrift-)Sprachen lauten gåetie (Südsamisch), gåhtie (Umesamisch), gåhte (Pitesamisch), goahti (Nordsamisch), kuáti (Inarisamisch), kueʹtt (Skoltsamisch) und kueʹdt (куэдтҍ Kildinsamisch).
Das samische Wort gehört zum alten finno-ugrischen Wortschatz: So sind Finnisch Kota („Kote“), Chantisch kat (auch χot, χɔt, χat „Haus“)  und Ungarisch Ház („Haus, Gebäude“) Kognate. Lautliche Entsprechungen kommen aber auch in indogermanischen Sprachen vor, z. B. Persisch kad („Haus“). Deshalb wird heute meist angenommen, dass das Wort aus einer alten indogermanischen Sprache in das Proto-Finno-Ugrische entlehnt wurde.
Die einfachste Form des mobilen Samenzeltes heißt in den samischen Sprachen jedoch Lavvu, während es im Deutschen ebenfalls Kote genannt wird. Im Norwegischen ist der übliche Begriff für stationäre Koten gamme. Als lokale Bezeichnungen gibt es darüber hinaus koie (Trøndelag) und kote (Helgeland). Die Bezeichnung Kohte für ein Gruppenzelt der deutschen Jugendbewegung wurde vom deutschen Wort für die samische Kote abgeleitet.

## Typen
Als Kote werden konische, pyramiden- oder kuppelförmige Behausungen verschiedener Bauart bezeichnet, die entweder mit Erdsoden (nicht ganz korrekt wird der Begriff „Torfkote“ verwendet), mit Brettern oder zeltartig gedeckt sind. Nach der Konstruktionsart werden vier Grundtypen von Koten unterschieden: Die einfache konische Zeltkote, die traditionelle Bogenstangen-Kote (beide mit runder oder ovaler Grundfläche), sowie die Holz- und die Sparren-Kote (beide mit rechteckigem Grund).
Abgesehen von den größeren Sparren-Koten haben Koten einen Durchmesser von bis zu fünf Metern, demnach eine Grundfläche von bis zu 20 Quadratmetern. Der Innenraum wird nicht weiter unterteilt. Allen Typen gemeinsam war ursprünglich eine offene Feuerstelle in der Mitte, die meist aus Steinen geschichtet war, sowie ein Rauchloch. Im 19. Jahrhundert setzte sich bei stationären Koten mehr und mehr ein gemauerter oder eiserner Ofen durch. Der Boden bestand aus gestampfter Erde, die mit regelmäßig ausgewechselten Birkenreisern belegt war. Darauf legte man Rentierfelle als Sitz- und Liegeunterlage. Als Möbel dienten Truhen. Ansonsten wurde der Hausrat an der Decke aufgehängt.

### Lávvu – konische Zelt-Kote

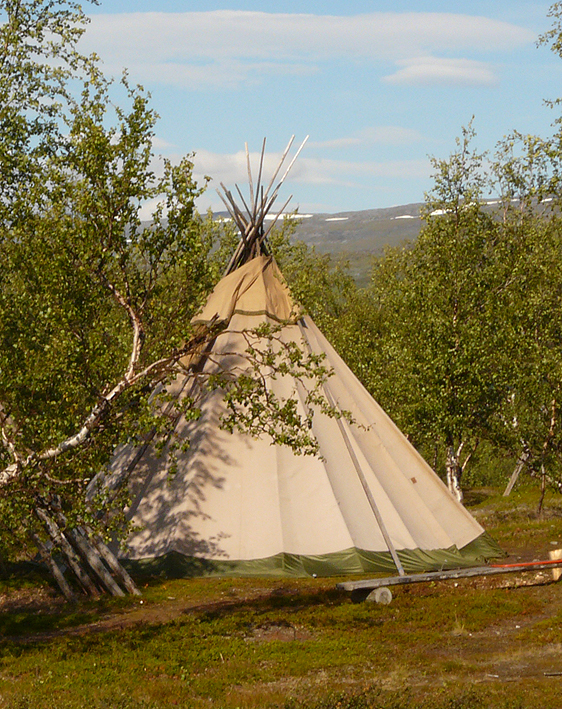
Zeltkote an der Hütte Kisuris im Padjelanta-Nationalpark

Im deutschen Sprachraum wird auch das konische Zelt der Samen (nordsamisch: lávvu, lulesamisch: lavvo oder auch tsággegoahti, inarisamisch: láávu, skoltsamisch: kååvas) als Kote bezeichnet. Form, Konstruktion und Deckungsarten entsprechen im Wesentlichen den Kegelzelten einiger nordamerikanische Indianer oder den Zelten der nordrussischen und sibirischen Völker – etwa dem Tschum. Die bis zu 17 Quadratmeter große Grundfläche dieser mobilen Koten ist rund, mit einer Feuerstelle in der Mitte des Raumes. Das Gerüst besteht aus drei oben zusammengebundenen Fichten- oder Kiefernstangen, an die weitere 15–20 Stangen von vier bis fünf Meter Länge angelegt werden. Die Rinde wird in der Regel nicht entfernt. In historischen Aufzeichnungen werden Häute und Rinde als Deckungsmaterial genannt. Durch den frühzeitigen Kontakt der Samen mit ihren germanischen Nachbarn kamen jedoch bereits im Mittelalter textile Zeltplanen in Gebrauch. Ursprünglich war das vor allem der schwere Vadmal-Walkstoff, der lange Zeit die wichtigste Handelsware in Sápmi war. Seit dem 19. Jahrhundert wird vor allem Baumwolltuch verwendet und im 20. Jahrhundert kamen daneben einfache Kunststoffplanen in Gebrauch. Im Gegensatz zum schlanken Tipi der Prärie-Indianer mit lang herausragenden Firststangen ist die samische Zelt-Kote meist breiter und hat kürzere Stangenenden.
Das Lávvu ist die Urform der samischen Behausung, die als transportable Wohnung von der Eisenzeit bis zur Halbsesshaftigkeit im 17. Jahrhundert weithin allein gebräuchlich war. Transportiert wurde in der Regel nur das Zelttuch, die Stangen blieben stehen oder wurden am Aufstellungsort nach Benutzung zusammengelegt. Die rentierzüchtenden Samen verwenden sie zum Teil heute noch im Sommer als mobile Wohnstatt. Bis in die 1940er Jahre wurde sie auch im Winter bewohnt, wobei man die Wollwebteppiche der Küstensamen (Rátnu) zur Isolation der Zeltwände benutzte. In vielen Samensiedlungen Lapplands sieht man das Lávvu heute als Mehrzweckbau zur Vorratslagerung, zum Trocknen, Räuchern, als Backstube und dergleichen. Diese Behausung war auch ein Vorbild für die Kohte der deutschen Jugendbewegung.

Wappen der Gemeinde Kautokeino, Norwegen

Das Lavvu hat für die Samen auch kulturell starke Symbolkraft. Lavvus spielten im 20. Jahrhundert besondere Rollen. 
Ende des Zweiten Weltkriegs 1944/45, als sich die deutschen Truppen vor der Roten Armee aus Finnland nach Nordnorwegen zurückzogen und die meisten Häuser in Finnmark und Ost-Troms niederbrannten, lebten viele Samen noch Jahre in Lavvus. 

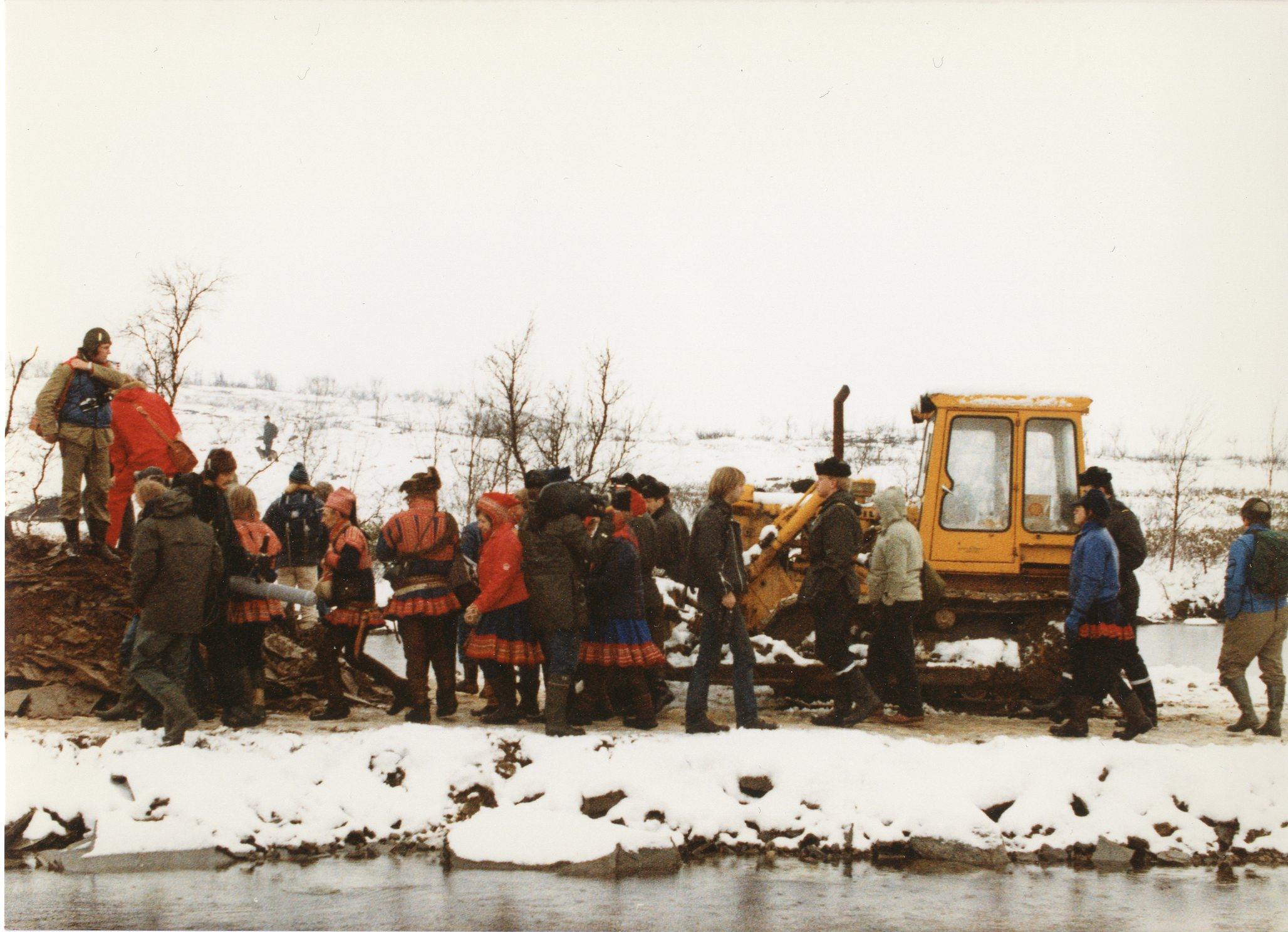
Zwangsräumung im Alta-Konflikt

Das zweite war der Alta-Konflikt. Vor dem norwegischen Parlament in Oslo wurde ein Lavvu aufgestellt, das zum Brennpunkt wurde, als Samen in den Hungerstreik traten, um gegen das Wasserkraftwerk Alta zu protestieren. Das Lavvu wurde zum Sinnbild des Kampfes um die Rechte der Indigenen. Der Ausbau konnte zwar nicht verhindert werden, die Demonstrationen hatten jedoch Auswirkung auf die Politik Norwegens. Der Konflikt gilt als Ursprung für die Gründung des samischen Parlaments (Sameting) in Karasjok im Jahre 1989.

### Bealljegoahti – Bogenstangen-Kote (als Zelt- oder Torf-Kote)

Konstruktionszeichnung einer Bogenstangen-Zeltkote

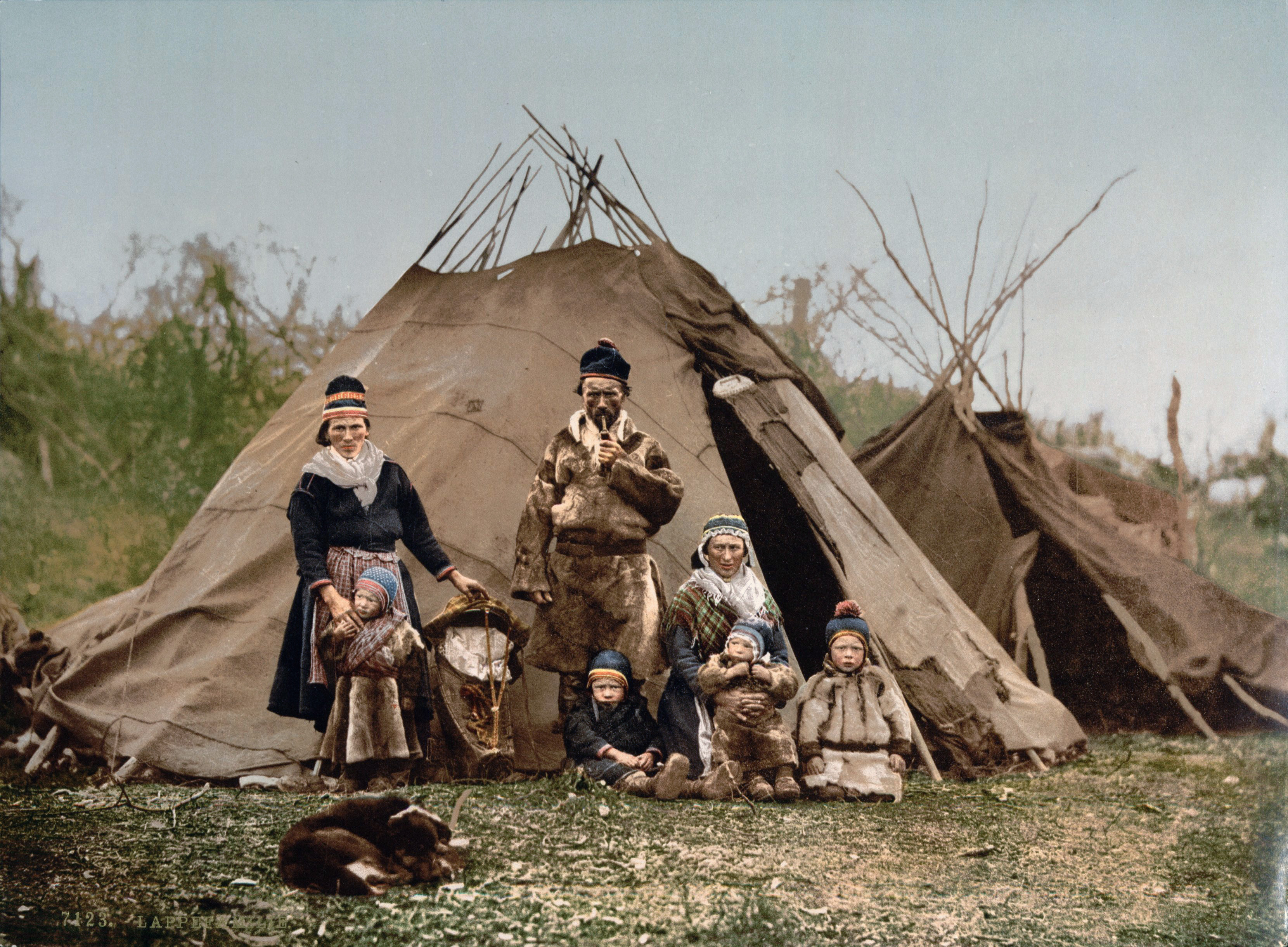
Samische Familie vor ihren Zeltkoten, ca. 1900

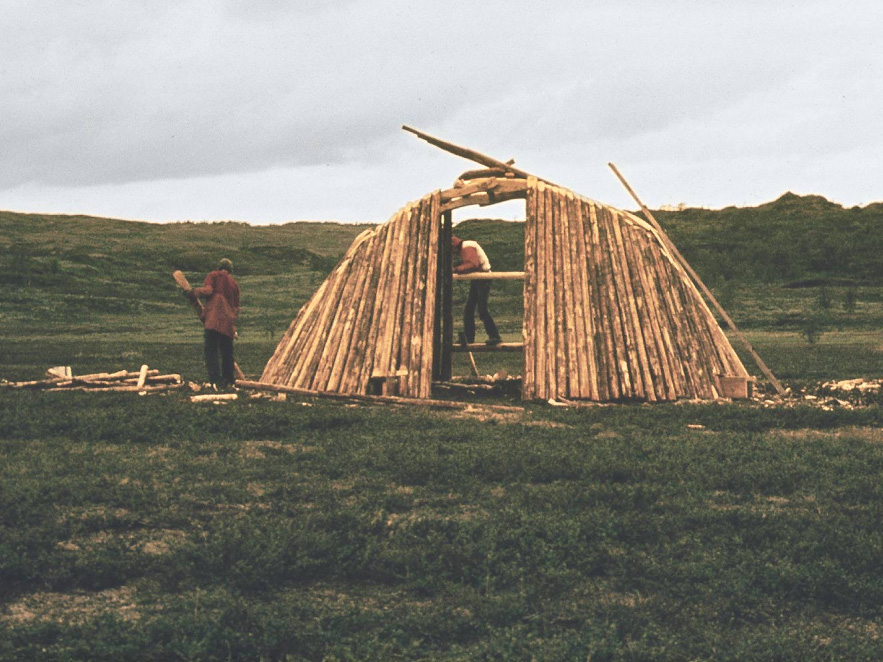
Bau einer Torfkote in Arasluokta im Padjelanta-Nationalpark, 1981

Die traditionelle Bauform für Zelt-Koten und stationäre Koten der Fjällgebiete ist die Bogenstangen-Konstruktion, bei der man sich den oftmals krummen Wuchs der Fjällbirke (Betula pubescens ssp. czerepanowii) zunutze macht, obgleich z. T. auch Kiefern verwendet werden. Die Grundfläche ist rund oder oval. Das tragende Gerüst, das in den Boden eingelassen ist, besteht aus zwei verbundenen Paaren entrindeter, bogenförmig gewachsener, kräftiger Stämme, die direkt auf dem Boden stehen. Diese Bogenstangen werden in halber Höhe mit je einer Querstange und am höchsten Punkt mit der sog. „Rauchstange“ verbunden. An dieses Grundgerüst werden 12–18 Stangen von vier bis sechs Meter Länge im Rund angelehnt, die die Deckung tragen. Der so entstehende kuppelförmige Raum ist bis zu 20 Quadratmeter groß. Eine Besonderheit in einigen Gebieten des schwedischen Fjälls sind die Kyrkkåtor (Kirch-Koten), die im Prinzip von gleicher Bauart sind, jedoch bis zu 50 Quadratmeter groß sein können. Meist steht ein separater Glockenturm neben der Kirch-Kote. Ein bekanntes Beispiel ist die Kyrkkåta von Staloluokta (siehe Bild dort).
Wie das Lávvu wurde auch die Bogenstangen-Konstruktion früher als Gerüst für eine Zelt-Kote verwendet. Im Gegensatz zum Lávvu wurde das Gerüst des Bealljegoahti beim Umzug mitgenommen, da die Bogenstangen schwieriger zu beschaffen waren als gerade Stangen. Der Auf- oder Abbau einer solchen Kote dauerte ungefähr eine halbe Stunde.
Auf der gleichen Bauform beruht auch die heute kuppelförmige runde Torf-Kote. Bevor Öfen zur Anwendung kamen, war die Form eher konisch wie beim Zelt, da oben eine große Öffnung für den Rauch verblieb. Am Bogenstangen-Grundgerüst werden die Stangen für eine Torf-Kote dicht an dicht angelegt. Anschließend wird der Rohbau mit einer Schicht aus Birkenrinde regendicht gemacht. Seit den sechziger Jahren benutzte man häufig Kunststofffolie zur Abdichtung. Als man jedoch merkte, dass diese Folie nach einiger Zeit spröde und undicht wird, ist man zum Teil wieder zur traditionellen Birkenrinde zurückgekehrt. (In heutigen Koten sind oftmals auch Nägel, Dachpappe, Bleche, Kunststoffplanen u. ä. moderne Baumaterialien verbaut.) Abschließend schichtet man Erdsoden (Gras und Torf) entlang des Gerüstes bis zum Dachmittelpunkt. Da die Erdsoden nach wenigen Jahren vollkommen von Gräsern und Kräutern bewachsen sind, sind die Koten aus der Ferne oftmals kaum zu erkennen. Bei Torf-Koten müssen spätestens nach 30 Jahren gealterte Bauteile ersetzt werden.
Stationäre Koten werden grundsätzlich auf leicht erhöhtem, trockenem Gelände erbaut, in Lagen, die möglichst früh schneefrei werden. Es gab früher neben ganzjährig bewohnten Koten auch solche, die nur im Sommer oder im Winter benutzt wurden. Baulich schlug sich dies in der Dicke der Erdsodenschicht nieder.
In den Rundkoten, die aus einem einzigen Raum bestanden, lebten früher Menschen und Hunde zusammen. Zum Teil wurden separate Koten für Haustiere wie z. B. Ziegen gebaut. Es gibt diverse regionale Varianten der Koten, die sich vor allem in der äußeren Form ausdrücken. Wie bei der Zelt-Kote finden sich ähnliche Torfhütten bei vielen zirkumpolaren Völkern.
Im engeren Sinne bezeichnet man heute im deutschen Sprachraum vor allem diese stationären Erdsodenhütten als Koten, die den samischen Rentierzüchtern der norwegischen und schwedischen Fjällgebiete etwa seit dem 13. Jahrhundert als Behausung dienten.
1860 wohnten in der Finnmark noch 60 % der Samen in Torf-Koten; 1888 waren es noch 44 %. In den 1920er Jahren zogen die meisten Samen in Holzhäuser oder errichteten Gebäude, die Elemente der Kote und des Hauses vereinten. Vereinzelt dienten Torf-Koten in abgelegenen Gebieten jedoch noch bis in die 1950er Jahre als ausschließliche Behausung. Seitdem werden sie nur noch temporär als Übergangswohnung für junge Paare, als Jagd-, Fischer-, Touristen- oder Rentierzüchterhütten verwendet. Der originäre Einsatz als zeitweise Wohnstatt in den Sommerweidegebieten der rentierzüchtenden Samen geht allerdings weiterhin zurück, da sich immer mehr Samen das Baumaterial für ein Haus per Helikopter einfliegen lassen. Der Vorteil der traditionellen Kote liegt seit eh und je in der Verwendung von Baumaterialien aus der nächsten Umgebung, die keinerlei finanzielle Mittel erfordern. Zudem ist sie relativ schnell fertiggestellt.
Moderne Torf-Koten besitzen meist ein Glasfenster, einen Holzboden und eine Innenausstattung, die eher an ein Blockhaus erinnert.

### Sparrogoahti – Sparren-Kote der Küstengebiete
Bei den Samen der norwegischen Küste waren vor allem im 19. Jahrhundert sogenannte „Sparren-Koten“ (norwegisch: sperregamme, stavgamme oder fellesgamme) verbreitet, die wesentlich größer waren als die Rundkoten. Bei dieser Kote bildeten gerade Balken die Wände, und Dachsparren wurden zu einem Walmdach gefügt. Die Sparren-Kote war zwar größer als die Bogenstangen-Kote (die Tür war jedoch immer noch niedriger als eine Person), die Grundfläche war vierkantig und der Innenraum wurde häufig in mehrere Räume unterteilt. Zudem stand die Konstruktion auf einer steinernen Grundmauer. Die Innenwände bestanden aus Brettern, statt aus Ästen. Gedeckt waren diese Behausungen jedoch wie alle Torf-Koten mit Erdsoden. Sparren-Koten wurden häufig als Wohnstallhaus für Mensch und Vieh verwendet. Ihre Bauformen und ihre Verwendungsmöglichkeiten waren aufgrund der Größe besonders variantenreich. Sie wurden u. a. auch als Heuschober, Ziegenstall oder Schmiede verwendet.
Sparren-Koten sind spätestens seit dem 5. Jahrhundert für Norwegen belegt. Sie wurden jedoch ursprünglich nicht von den Samen, sondern von den Nordgermanen verwendet. Daher werden sie auch als „Normannen-Koten“ bezeichnet (norwegisch: normanngammer). Bereits für das Spätmittelalter sind vereinzelte Sparren-Koten im samischen Siedlungsraum zu finden. Doch erst Ende des 18. Jahrhunderts wurde die Bogenstangenkonstruktion von den Samen der Küstenregion mehr und mehr von der Sparren-Konstruktion abgelöst. Diese Kotenform wurde allerdings nach 1900 kaum noch verwendet.

### Dimbargåhte – Holzkote

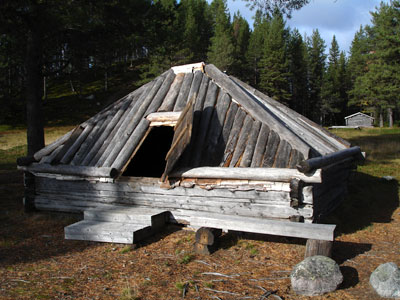
Kote aus Holz in Koppsele

Auch die ganz aus Holz bestehenden Koten der Waldsamen schwedisch-, finnisch- und russisch Lapplands werden als Kote bezeichnet. Die Konstruktion des Gerüstes erfolgt mit geraden Baumstämmen. Ihre Form ähnelt charakteristisch einer oben abgeflachten Pyramide mit vier, (selten sechs) oder acht Ecken. Früher benutzte man Kiefern- oder Fichten-Baumstämme, heute Bretter zur Bedeckung.
In einigen Gebieten Schwedens war es den Samen im 19. und frühen 20. Jahrhundert verboten, rechteckige Holzhäuser zu errichten, da sie nach der damaligen darwinistischen Denkweise als angeblich unterentwickeltes Volk nicht die Bauweise des schwedischen „Herrenvolkes“ kopieren durften. Daher stammen die mehreckigen Holz-Koten. Holzkoten wurden regelmäßig bis in die 1940er Jahre verwendet. Heute dienen sie in der Regel nur noch als Museumsgebäude.
Zwischen allen Kotenformen und dem Holz-Blockhaus gibt es verschiedene Übergangsformen.

## Koten-Regeln

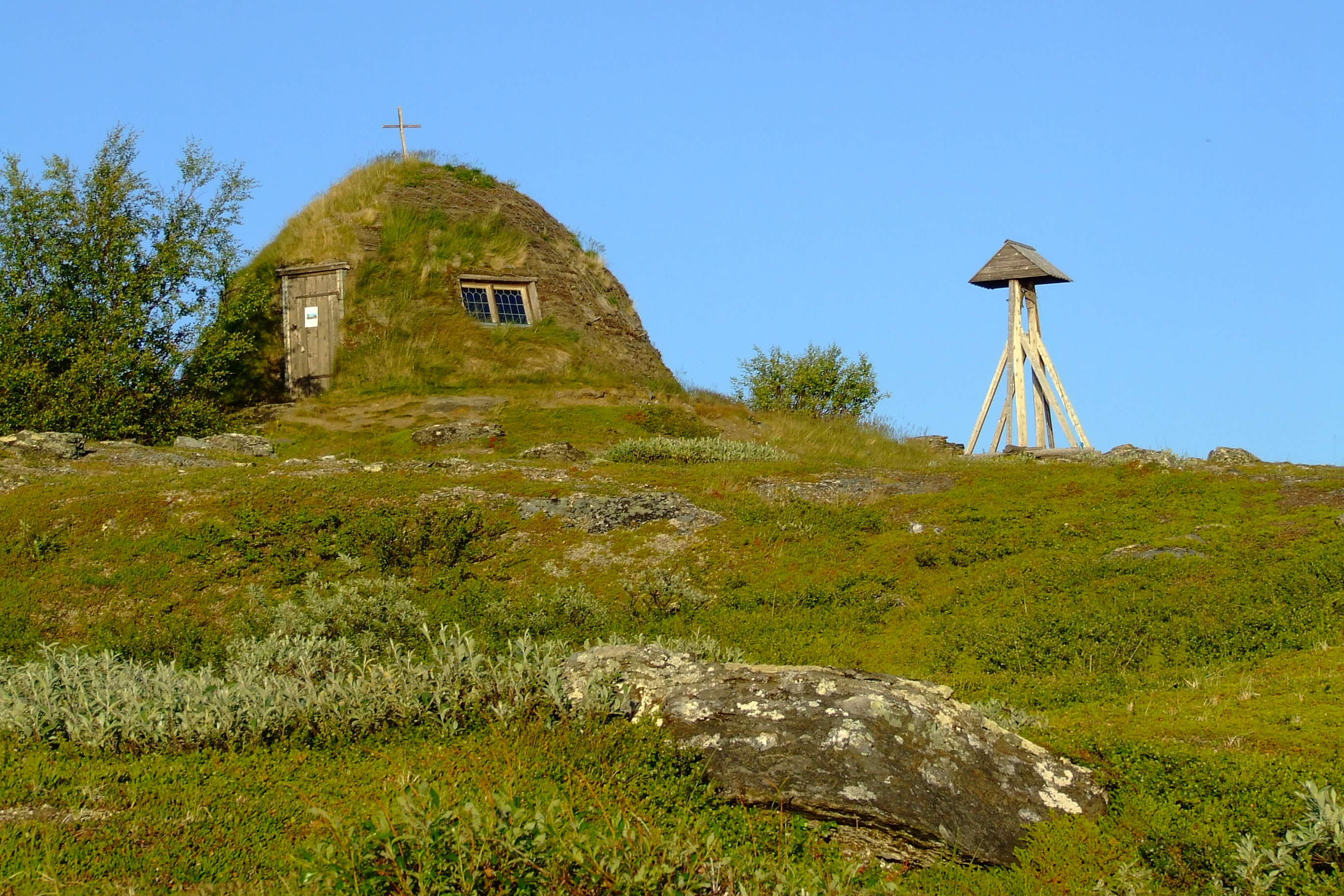
Die als Torfkote gebaute Kirche in Staloluokta

Bis in unsere Tage gelten traditionelle Regeln, wie man sich in einer Kote benehmen soll. Sie stammen noch aus vorchristlicher Zeit. Ohne solche Regeln könnte ein Leben in einer Großfamilie mit vielen Mitgliedern auf so engem Raum nicht funktionieren. Sowohl jede Person als auch jedes Ding hat seinen bestimmten Platz in der Kote. In ihrer Mitte ist die Feuerstelle, die Wärme und Licht spendet. Gegenüber dem Eingang ist die Küche. Dieser Platz galt früher als heilig und man durfte nicht über ihn steigen. Eine der Göttinnen der Kote wohnt unter dem Küchenplatz. Wenn ein Gast kam, sollte er sich gleich neben dem Eingang zu den Hunden und dem Feuerholz setzen, bis er hereingebeten wurde. Auch wenn der alte Glaube längst verdrängt wurde, empfinden manche Samen immer noch Unmut, wenn jemand gegen eine der Koten-Regeln verstößt. Darüber hinaus kommt es immer wieder vor, dass Touristen unaufgefordert und damit respektlos eine Kote betreten.
In vorchristlicher Zeit war die Kote wie folgt strukturiert: In der Mitte des kreisförmigen Raumes befand sich die Feuerstelle (árran), die mit der Sonne in Verbindung gebracht wurde. Vom Haupteingang erstreckten sich zwei Reihen Steine (oder zwei Stäbe) zur Feuerstelle hin. Auf der entgegengesetzten Seite erstreckten sich ebenfalls zwei Steinreihen oder zwei Stöcke zur hinteren Öffnung. In der Finnmark und der Halbinsel Kola kann diese Einteilung bis zur Zeitenwende zurückverfolgt werden. Der Raum zwischen Feuerstelle und der hinteren Öffnung (Boaššu) war heilig. Hier wurden die Trommel und die Jagdwaffen aufbewahrt. Sie mussten zusammen mit dem geschlachteten Wild durch diese hintere Öffnung hineingetragen werden. Nur Männer durften die Öffnung benutzen und den Boaššu-Raum betreten. Milchprodukte und Produkte der Haustierhaltung duften nur durch den Vordereingang hineingetragen werden und durften mit dem Boaššu-Raum nicht in Berührung kommen. Wenn nur eine Familie den Raum benutzte, hatten Hausfrau und Hausherr ihre Schlafstelle rechts und links der Feuerstelle. Weiter zum Eingang hin hatten die Kinder, dann die Gäste und anschließend die Knechte ihre Plätze. Drei Göttinnen hatten unter dem Boden ihren Aufenthaltsort: Sáráhkka unter der Feuerstelle, Uksáhkká unter dem Vordereingang und Juksáhkká hinten unter dem Boaššu-Raum.

## Rekonstruktion einer traditionellen Bogenstangen-Kote

Torfkote Grundkonstruktion. Es stehen nur die vier Grundpfeiler, die oben im Kreuzungspunkt durchbohrt worden sind und von einem waagerechten Birkenstamm gehalten werden.

Torfkote im Rohbau; die Belegung dicht an dicht mit den dünnen Birken ist noch nicht abgeschlossen. Diese Kote wurde von der Reihenfolge her nicht traditionell gebaut: Erst wurde die komplette Holzkonstruktion fertiggestellt (in Abständen von Monaten) und danach dann die Belegung mit Birkenrinde und Grassoden an einem Tag durchgeführt.

Torfkote bei der Belegung des Daches. Der kleine Stock unter der Tür hält die Tür auf. Wenn man ihn wegnimmt, fällt die Tür von selbst zu. Ein Schloss gibt es nicht.

Die Konstruktion einer Bogenstangen-Kote (norw. gamme, siehe Bilder) beginnt mit den vier tragenden Außenpfosten oder auch äußeren Sparren, für die stets möglichst bogenförmig krumm gewachsene Bäume ausgesucht und geschält werden, die als Paar eine Art Tor bilden. Am First werden die Balken jeweils einmal durchbohrt und durch einen dort hindurchgesteckten dünneren Baum gehalten. Durch diese Konstruktion steht allein schon die Grundkonstruktion äußerst stabil. Es sind keine weiteren Abstützmaßnahmen nötig. Alle weiteren Lasten liegen später mehr oder weniger vollständig auf dieser Konstruktion. Nur wenn die Pfetten für ihre Länge an den Seiten etwas zu dünn gewählt wurden, sind weitere Stützbalken nötig, um ein Durchfedern der Seitenwände zu vermeiden.
Dieser zentrale „Firstbalken“ wird dann noch von weiteren waagerecht verlaufenden Fuß-, Mittel- und Firstpfetten ergänzt, die jeweils nicht durch Nägel, sondern ausschließlich durch untergestellte Astgabeln und später durch das aufliegende Gewicht der dicken Torflage bzw. Grassodenlage gehalten werden.
An diese waagerechten Pfetten werden dann rundum dicht an dicht dünnere und ebenso geschälte Birken gestellt, und dann wird die erste Lage abgeschälte Birkenrinde als Dachziegel mehrlagig überlappend vor diese dünneren Pinne gelegt und fixiert diese so. Die nächste Reihe wieder überlappender Birkenrinde wird wiederum direkt durch die nächste Lage Grassoden gehalten. Die Pinne liegen dann im oberen Bereich immer flacher, bis sie oben auf dem Dach mit der Gegenseite zusammenstoßen.
Der Boden einer Gamme kann variabel gestaltet werden. Oft wird der Boden mit flachen Steinen ausgelegt, aber auch in dichten Schichten eingelegtes Birkenreisig mit darüberliegenden Fellen ist denkbar. Die Gamme auf den Bildern wurde mit Kies aufgefüllt, auch um die Bodenunebenheit auszugleichen.
Die Feuerstelle selbst wird als offene Feuerstelle aus dicken Feldsteinen gebaut. Es gibt keine geschlossene Feuerungsanlagen wie einen Ofen oder einen Kamin; eine Gamme stellt also keine sehr fortschrittliche Art von Behausung dar, sie ist eher primitiv. Der Vorteil ist jedoch, dass das Baumaterial sehr einfach verfügbar ist. Es ist keinerlei Hochtechnik zum Bau nötig, im Prinzip würde eine Feuersteinaxt reichen, auch wenn eine Motorsäge und scharfe Zugmesser, Stahlbeile und eine Axt sehr hilfreich sind.
Die Bauzeit für die auf den Bildern zu sehende Gamme kann bei durchgehendem Bau und einer Person mit etwa drei bis vier Wochen veranschlagt werden, solange das Baumaterial direkt in der Umgebung verfügbar ist.
Hilfe ist jedoch vor allem beim Schälen der Birkenstämme und -Pinne und beim Transport der Torflagen und beim Herstellen der Birkenrindenstücke sinnvoll.
Die ideale Bauzeit ist das Frühjahr, da dann die Birken frisch im Saft stehen, und das Schälen sehr leicht von der Hand geht.